# 新宝岛 (漫画)
《新宝岛》（日语：〔〕／ Shin Takarajima */?，發音：[ɕintakaɾadʑima] ⓘ）是手冢治虫于1947年发表的日本漫画。原作构成为酒井七马，作画为手冢治虫，是一部未经报刊的刊载就直接出版的单行本作品。本作除了是手冢治虫的首部长篇作品，更被视为是战后日本漫画的出发点。本作品的漫画表现手法在漫画史上有着明确的影响，为研究者所关注。

## 简介
本作以罗伯特·路易斯·史蒂文森的《金银岛》（日本譯作《寶島》）为基础，描述了一个糅杂了《泰山》与《鲁滨逊漂流记》元素的故事。需要注意的是，本作并不是直接将《金银岛》故事進行漫画化。

## 单行本

### 冒险漫画故事 新宝岛
本单行本是赤本漫画，由育英出版发行。部分卡通人物的脸是酒井七马画的，但大部分仍是手冢治虫画的。根据当时赤本漫画的惯例，并不是手冢原画的影印制版，而是制版工匠参照手冢的手绘原画进行制版后的描画版。
据推测发行量为4万本，也有人说是40万本或者是80万本，准确的数量还不清楚。另外，手冢治虫的稿费是被出版社以3000日元买断的，因此他并没有得到版税收入。
- 第一版：1947年1月30日出版。标题中的“宝”字，封面和版权页都写作汉字旧字体的。日语罗马字是“SHIN TAKARAJIMA”。只有这一版使用了精装版，纸质较为优质。[12]
- 修订版：1947年4月20日发行。“宝”字在封面写作，而版权页则写成其异体的。
- 再版：仅有一版。标题日语罗马字为“SHIN TAKARAZIMA”。目前市面上流通最多的版本。[13]
- 赤本：封面标题为“新宝岛”。封面布局发生了很大变化，整体上封面多采用红色。标题的日语罗马字是“SHIN TAKARAJIMA”。副标题为《长篇冒险漫画故事》，较之前的版本附加了“长篇”两字。这一版本的作者名只写了手冢治虫，而且成书的纸质较差。

## 制作经过
看过在大阪战后创刊的漫画杂志《漫画书院》后，手冢治虫慕名来到吹田市的漫画书院。在这里，书院的编辑大阪向他介绍认识了酒井七马。正是在酒井提议下，在育英出版共同制作单行本，才最终导致了《新宝岛》的问世。

## 影响
1940年代，在中央出版社少年杂志上刊登的漫画每期只有4页左右，而《新宝岛》初登场就突破性的以超过200页的篇幅直接以单册书出版。打破以往漫画给人的“简单”、“短小”等印象，以描写异想天开的冒险戏剧的本书，最终创下了40万本的销量，掀起了赤本漫画的热潮。
很多读者因为读了这部作品而受到影响，或因此立志成为了漫画家，如藤子不二雄、石之森章太郎、千叶彻弥、望月三起也、古谷三敏、楳图一雄、中泽启治、柘植义春等。后来发展剧画的辰巳嘉裕、斋藤隆夫、樱井昌一、佐藤真希等人也对这部作品表示了震惊。除了漫画家以外，小松左京、宫崎骏、横尾忠则、和田诚、赤濑川原平、青木保、石上三登志等人也曾回忆起少年时代阅读到本作时的惊喜。相反，当时已经活跃在漫画界的横井福次郎则对《新宝岛》给予了严厉的批评。
本作尤其受与手冢治虫有深厚联系的常盘庄漫画家团体的追捧。尤其因藤子不二雄在其自传作品《漫画道》中将本作记录为轶事而广为传播。20世纪70年代之后兴起的手冢治虫“《新宝岛》神话”的更起到了推波助澜的作用。对于“《新宝岛》神话”的形成，《新宝岛》虽然曾经是畅销作品，但自从育英版赤本漫画之后就没有再版。这使得本书从20世纪50年代开始就成为了一部传奇作品，普通人很难得见真容，这也是神话形成的原因之一。
本书以其仿电影表现形式出发，用“画在移动”的表现手法给当时阅读漫画的少年们带来了巨大的冲击。他们普遍认为漫画的电影表现形式是由手冢首创，所以这部作品长期以来也一直与“手冢神话”结合在一起。此外，漫画评论家竹内治虫还表示，《新宝岛》的革新性在于电影手法——同一化技法。为此与评论家伊藤刚展开了辩论。但是，80年代末以后的研究指出，在战前曾有过宍户左行的《快速太郎》、大城登的《火车旅行》（日语：汽車旅行）等电影性表现手法的作品珠玉在前。明治大学漫画研究家宫本大人则认为，战后的孩子们之所以被手冢治虫的漫画所震惊，是由于二战期间对漫画传播的种种限制，导致战后出现表现出读者对漫画作品叙事手法认知所产生的断层。
对于手冢和酒井的各自分工，同样是漫画评论家的中野晴行表示，由于合作者酒井曾是一名动画师，所以电影形式的表现手法反而更应该是酒井的功劳。对此，作家野口文雄反驳了中野的说法。他表示，《新宝岛》的革新性在于：以往的作品主要依靠人物的台词来解释时间和事情的进展，本作却是用快速的动作、画面分割、构图等形式来加以表现。并称，这种表现反而对以后酒井七马的作品产生了影响。而手冢本人在《手冢治虫漫画全集》的后记中则写道：“酒井已经制定了原案和构成，暂且不论原案，构成草案还是我自己制定的。”
另外，手冢治虫生前长期拒绝发行本作的复刻版。虽然在将该作品收入《手冢治虫漫画全集》时，手冢仍旧选择重新绘制了部分作画，但其本人对本作的价值依然持否定态度。

## 二手书的价格
《新宝岛》作为二手书，其价值很早就被得到了认可。20世纪70年代初，其在日本百货商场的二手书店就炒到了40万日元的价格，1977年更在静冈县的二手书店以2万5千日元的价格成为当时热议的话题。
育英出版的第一版截止到2002年，被确认为现存的书籍只有3本，按照古书市场价格纪录估值约300万日元。其中，二手书店MANDARAKE所收藏的保存状态良好的版本估价为500万日元。在21世纪，本书与足塚不二雄(後來改名為藤子不二雄)的《UTOPIA 最後的世界大戰》（鹤书房版）一起被认为是日本二手市场行情最高的单行本。